# Zbigniew Benbenek
Zbigniew Jan Benbenek (ur. 11 maja 1949) – polski biznesmen branży medialnej i hazardowej, multimilioner. Szef wielomediowego holdingu kilkudziesięciu firm o nazwie Zjednoczone Przedsiębiorstwa Rozrywkowe (od 2014 pod nazwą Grupa ZPR Media). Właściciel m.in. 5 rozgłośni radiowych, m.in. Radia Eska - największej sieci stacji radiowych w Polsce, dziennika „Super Express” oraz siedmiu stacji telewizyjnych (Nowa TV, Fokus TV, Eska TV Extra, Eska TV, Polo TV, VOX Music TV oraz Hip Hop TV).

## Życiorys
Pierwszą pracę wykonywał w warszawskim studenckim Klubie Remont, gdzie zajmował się sprawami technicznymi. Następnie został zatrudniony w Zjednoczonym Przedsiębiorstwie Rozrywkowym (ZPR). Przed stanem wojennym był jedynym w Polsce właścicielem automatów do gry. W trakcie polskich przemian ustrojowych po 1989 roku był dyrektorem Zjednoczonych Przedsiębiorstw Rozrywkowych, które zostały szybko sprywatyzowane przez utworzoną spółkę pracowniczą. W połowie lat 90. XX w. kierowane przez Benbenka ZPR kupiło udziały w dzienniku „Express”, który z czasem przemianowano na „Super Express”. Znaczną część działalności Z. Benbenka stanowiła oprócz branży medialnej, także branża hazardowa (salony gier, kasyna, automaty do gier). Po wybuchu w 2009 afery hazardowej był przesłuchiwany przez sejmową komisję śledczą. Według RMF FM miał być jednym z lobbystów ustawy o grach losowych.
Zjednoczone Przedsiębiorstwa Rozrywkowe kierowane przez Z. Benbenka zmieniły w 2014 nazwę na Grupa ZPR Media. W skład holdingu Grupy ZPR Media wchodzi 27 spółek radiowych (w tym sieć rozgłośni radia Eska), broker radiowy Time, serwisy internetowe, cztery telewizje (Eska TV, Polo TV, VOX Music TV oraz Fokus TV), spółka ZPR Media (dawniej wydawnictwo Murator), dziennik „Super Express”, organizator koncertów Promotor, spółka organizująca targi Murator Expo, firma nagraniowa Lemon Records oraz sieć kasyn w całej Polsce.
W 2011 tygodnik „Wprost" szacował majątek Z. Benbenka na 335 mln złotych, co dawało mu 66. miejsce na liście 100 najbogatszych ludzi w Polsce. 